# Yersiniose
La yersiniose est une maladie infectieuse causée par les bactéries de type Yersinia qui vivent dans les intestins des animaux et de l'homme. Les symptômes de cette maladie sont des douleurs abdominales, de la fièvre, des nausées, des vomissements et de la diarrhée.
Cette zoonose est caractéristique de la présence d'une de ces trois bactéries : 
- Yersinia enterocolitica : yersiniose à Yersinia enterocolitica
- Yersinia pseudotuberculosis : fièvre scarlatiniforme d'Extrême-Orient
- Yersinia pestis (ou bacille de Yersin) : peste

Une quatrième espèce Yersinia wautersii est probablement pathogène; les autres espèces du genre Yersinia ne provoquant pas de maladie chez l'homme.